# Dudusa fumosa
Dudusa fumosa är en fjärilsart som beskrevs av Matsumura 1925. Dudusa fumosa ingår i släktet Dudusa och familjen tandspinnare. Inga underarter finns listade i Catalogue of Life.